# All We Imagine as Light
All We Imagine as Light (doblada con el título en español de La luz que imaginamos en España, México y República Dominicana, y sin traducir el título en el resto de Hispanoamérica) es una película de 2024 dirigida por Payal Kapadia.
La película fue seleccionada para competir por la Palma de Oro en el 77.º Festival de Cine de Cannes, en mayo de 2024.

## Sinopsis
Prabha y Anu son enfermeras que viven en Mumbai y ambas están preocupadas por sus relaciones. Las dos se embarcan en un viaje por carretera a un pueblo costero donde "el bosque místico se convierte en un espacio para que sus sueños se manifiesten".

## Reparto
- Kani Kusruti
- Divya Prabha
- Chhaya Kadam
- Hridhu Haroon

## Producción
La película fue producida por Thomas Hakim y Julian Graff a través de su compañía francesa Petit Chaos, y por Ranabir Das a través de India's Another Birth, en coproducción con las compañías indias Chalk & Cheese y Dojo Films, así como con la francesa Arte France Cinéma, Les Films Fauves de Luxemburgo, BALDR Film de Holanda y Pulpa Films de Italia.

## Estreno
All We Imagine as Light fue seleccionada para competir por la Palma de Oro en el Festival de Cine de Cannes 2024, celebrado en mayo de 2024. Es la primera película india en 30 años que se proyectará en la competición principal de Cannes desde la película en malabar Swaham del director Shaji N. Karun en 1994.